# Battaglia di Magonza (1795)
La battaglia di Magonza del 29 ottobre 1795 vide una armata asburgica guidata dal generale austriaco Carlo Giuseppe de Croix lanciare un assalto a sorpresa contro quattro divisioni dell'Armata francese del Reno e della Mosella agli ordini del generale francese François Ignace Schaal. La divisione francese posizionata al fianco destro fuggì dal campo di battaglia, costringendo le altre tre divisioni a ritirarsi con la perdita della loro artiglieria da assedio e molte vittime. L'azione si svolse nell'ambito della guerra della prima coalizione e fu combattuta nei pressi della città di Magonza, nello stato della Renania-Palatinato, in Germania.
Le truppe francesi avevano assediato invano il lato occidentale della fortezza di Magonza fin dal dicembre 1794. Tuttavia, ai primi di settembre 1795, l'Armata di Sambre e Meuse attraversò il fiume Reno inferiore e avanzò verso sud fino al fiume Meno. Per la prima volta Magonza fu assediata sul lato est del fiume, ma questo stato di cose non durò a lungo. Il 12 ottobre, nella battaglia di Höchst, de Croix manovrò più abilmente di Jourdan, costringendo il suo esercito a ritirarsi sulla riva occidentale del Reno. Con Jourdan temporaneamente fuori dai giochi, de Croix calò su alcuni corpi relativamente isolati dell'armata di Schaal e si diresse a sud. Durante questo periodo il comandante dell'Armata del Reno e della Mosella, Jean-Charles Pichegru, rimase traditoriamente in contatto con i nemici della Francia, forse contando sul successo dell'Austria. Il successivo scontro fu la battaglia di Pfeddersheim il 10 novembre.